# If Guns Are Outlawed, Can We Use Swords?
If Guns Are Outlawed, Can We Use Swords? è il primo EP del gruppo musicale statunitense Attack Attack!, pubblicato indipendentemente nel 2008.

## Tracce
1. The People's Elbow – 2:42
2. Dr. Shavargo Pt. 2 – 3:50
3. Party Foul – 3:08
4. What Happens if I Can't Check My MySpace When We Get There? – 2:53
5. If Guns Are Outlawed... – 4:11
6. On the Porch – 3:06
7. Healthy Normal – 3:57
8. Poison Sumac Body Wrap – 3:16
9. Stick Stickly – 3:24

## Formazione
- Austin Carlile - voce death
- Andrew Whiting - chitarra solista
- Johnny Franck - chitarra ritmica, voce melodica
- John Holgado - basso
- Andrew Wetzel - batteria, percussioni
- Caleb Shomo - tastiera, sintetizzatore, voce secondaria